# جوليانا ليما
جوليانا ليما (بالبرتغالية: Juliana Lima‏) هي ملاكمة تايلندية برازيلية، ولدت في 15 مارس 1982 في بيلو هوريزونتي في البرازيل.

## وصلات خارجية
- جوليانا ليما على موقع يو إف سي (الإنجليزية)
- جوليانا ليما على موقع شيردوغ (الإنجليزية)
- جوليانا ليما على موقع Tapology.com (الإنجليزية)
- جوليانا ليما على موقع IMDb (الإنجليزية)